# Blackberry Way (Gotthard)
Blackberry Way è un singolo della rock band svizzera Gotthard, cover di Blackberry Way dei The Move, registrato  per il suo terzo album in studio Open nel 1999. È stata pubblicata come secondo singolo estratto dall'album, raggiungendo la posizione numero 43 della classifica svizzera. Della canzone sono stati effettuati numerosi remix, uno dei quali utilizzato per il video musicale del brano.

## Tracce
CD-Maxi Ariola 74321-69754-2
1. Blackberry Way – 3:40
2. Blackberry Way (Extended Version) – 4:19
3. Blackberry Way (Exotic Spaceball Dance Mix) – 4:42

## Classifiche settimanali
| Classifica (1999) | Posizione massima |
| ----------------- | ----------------- |
| Svizzera          | 43                |